# L'opera da tre soldi (film 1931)
L'opera da tre soldi (Die 3 Groschen-Oper) è un film del 1931 diretto da Georg Wilhelm Pabst.

## Trama
La vicenda è ambientata in un quartiere malfamato di Londra, Soho, nel 1928. Il gangster Macheath, detto Mackie Messer, si scontra con Gionata Geremia Peachum, padrone della ditta “L'Amico del mendicante” e strozzino. Peachum è il padre di Polly, la ragazza che Mackie Messer ha sposato senza il consenso paterno.
Nella lotta con il capitalista, il gangster sembra soccombere, anche perché il padrone si avvale dell'aiuto del poliziotto Brown-la-tigre e della prostituta Jenny delle Spelonche per incastrarlo. Mackie Messer viene arrestato, ma riesce a sedurre Lucy, la figlia dello sceriffo, e può quindi fuggire. Viene però nuovamente imprigionato e sta per essere giustiziato, allorché giunge un messo a cavallo: per ordine della regina, il gangster va scarcerato; gli verrà attribuito addirittura un titolo nobiliare.

## Produzione
Il film fu prodotto dalla Tobis Filmkunst e Nero-Film AG in associazione con la Warner Bros. Pictures.

## Distribuzione
Distribuito dalla National-Film, fu presentato in prima a Berlino il 19 febbraio 1931.

## Critica
Versione anti-brechtiana dell’opera di Brecht (che infatti ne fu inorridito), di cui rimane il graffio grottescamente politico: via la teatralità, i cartelli, lo straniamento, e al loro posto una narrazione tradizionale e para-realistica, sia pure costellata da qualche canzone di Weill. Eppure il film ha un grande fascino, sia nelle ambientazioni cupe dei sottofondi londinesi dove si aggirano furfanti e mendicanti, sia nelle notevoli caratterizzazioni dei personaggi (anche, soprattutto, i minori). Lotte Lenya in Jenny è sottilmente diabolica.